# 사쿠라 (가수)
사쿠라(본명: 미야와키 사쿠라, 일본어: 宮脇咲良, 1998년 3월 19일~)는 일본의 가수이다. 걸그룹 LE SSERAFIM 멤버이다. 과거 아이돌 그룹 HKT48(1기)의 멤버이자 걸그룹 아이즈원의 멤버였다.
이름이 '사쿠라'가 된 이유는 벚꽃이 만개하는 계절인 3월에 태어나서라고 한다. 또한 '좋은(良) 일이 일어나길(咲) 바라며'라는 소원이 담겨있다.

## 내력

### 데뷔 전
2004년 
- 뮤지컬 오페라의 유령을 다른사람으로부터 우연히 얻은 티켓으로 관람 후 뮤지컬에 빠진 엄마의 영향으로 음악이 좋아졌다고 한다.
- 초등학교 3학년부터 가고시마시내의 뮤지컬학교에 다니기 시작하였다.
- 그 후 아역으로서 넛츠프로덕션 에 소속되어 극단사계 라이온킹 후쿠오카 공연에 출연하였다.

2010년
- 뉴욕에서 개최된 The Broadway Experience 에 참가, 1주간 브로드웨이 뮤지컬 출연배우나 안무가에게 춤, 가창, 연기지도를 받았다.

### 데뷔 후
2011년
- 7월 10일, HKT48의 1기생 오디션에 합격, 동년 10월 23일에 세이부 돔에서 개최된 《플라잉 겟》 발매 기념 전국 악수회 이벤트 〈AKB48 축제 powerd by AKB48 네모우스 TV〉에서, 다른 HKT48 멤버들과 함께 피로연, 동년 11월 26일의 HKT48 극장 첫 공연으로 극장 데뷔를 하였다.

2012년
- 3월 4일, HKT48 팀H가 결성되었을 때, 정규 멤버 16명 중 1명으로서 불렸다.
- 당시 AKB48 그룹(AKB48, SKE48, NMB48 모두 포함 238명)에서 졸업 예정 멤버였던 마에다 아츠코를 제외한 나머지 237명을 대상으로 《 AKB48 27th 싱글 선발 총선거 (2012년 5월~6월 실시) 》가 실시·개최되었고, 개표 당일 6,635표를 획득하여 47위(넥스트 걸즈)로 뽑혔다.
- 2012년 AKB48 28번째 싱글 UZA 선발로 타이틀 곡을 노래하였다.

2013년
- 총 248명의 멤버와 함께 출장한《 AKB48 32nd 싱글 선발 총선거 (2013년 5월~6월 실시) 》에서는 개표 당일 25,760표를 획득하여 26위(언더 걸즈)로 뽑혔다. 이는 작년 AKB48 팀A로부터 이적한 사시하라 리노(1위)를 제외한 나머지 HKT48 멤버 중에서 가장 높은 순위를 차지한 것이다.

2014년
- 1월 11일, HKT48 큐슈 콘서트 투어 《큐슈 7현 투어~사랑하는 자식에겐 여행을 시켜라~》의 첫날 밤 공연 앙코르 출연 때에, HKT48의 〈클래스 변경〉(팀 재편성)이 발표되어, 미야와키를 포함한 팀H 멤버 8명이 2014년 봄에 신설되는 팀KIV로 이동하게 되었다.
- 2월 24일, Zepp DiverCity에서 개최된 《AKB48 그룹 대조각 축제》에서 팀 KⅣ(케이 포) 부캡틴 및 AKB48 팀 A와의 겸임이 발표되었다.
- 총 296명의 멤버와 함께 출장한《 AKB48 37th 싱글 선발 총선거 (2014년 5월~6월 실시) 》에서는 개표 당일 45,538표를 획득하여 11위(선발 멤버)로 뽑혔다.

2015년
- AKB48 41st 싱글 선발 총선거에서 81,422표를 획득하여 7위를 차지하였다. 오리지널 HKT48 멤버로서는 최초로 카미7(神 7, 은어)에 진입하였다.

2016년

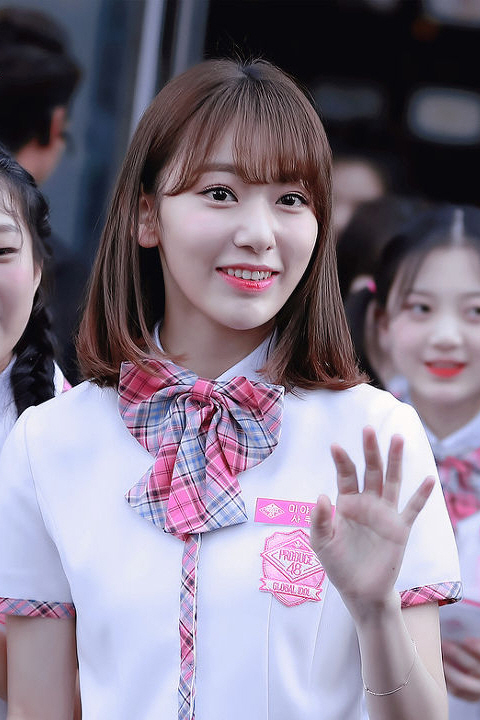
2018년 5월 10일 PRODUCE 48 상암동 게릴라 팬미팅

- AKB48 제8회 총선거에서 78,279표를 획득하여 6위를 차지하였다.
- 12월 31일, 홍백가합전 총선거에서 5위를 차지하였다.

2017년
- AKB48 제9회 총선거에서 82,803표를 획득하여 4위를 차지하였다.
- 12월 8일, AKB48 12주년 공연에서 AKB48 겸임 해제가 발표되었다.

2018년
- AKB48 제10회 총선거에서 141,106표를 획득하여 3위를 차지하였다.
- 6월부터 8월까지 출연한 PRODUCE 48에서 최종 2위를 달성하여 아이즈원의 구성원이 되었다.

2019년
- Olive 《모두의 주방》에 출연하였다.

2021년
- 4월 29일, 아이즈원 활동이 종료되어 일본으로 귀국하였다.
- 5월 15일, 생착신 방송 《HKT48 멤버 전원 생출연 〈너와 어디론가 가고 싶어〉 릴리즈 기념 니코 생방송》에서 야부키 나코와 함께 HKT48의 멤버로서 2년 5개월 만에 서프라이즈 출연. 같은 방송에서 그룹을 졸업 발표했다.
- 6월 19일, 졸업 콘서트를 개최해, 같은 날에 HKT48를 졸업했다.
- 8월 27일, 한국에서 활동을 하기 위해 다시 돌아왔다.
- 11월 1일, 일본 소속사인 Vernalossom과의 계약이 만료되었다.

2022년
- 2022년 3월 14일, 쏘스뮤직 공식 합류 기사가 나왔다.

## 참가곡

### 싱글
HKT48 명의
- スキ!スキ!スキップ!→좋아! 좋아! 스킵!
  - お願いヴァレンティヌ→부탁해 발렌타인
  - 片思いの唐揚げ→짝사랑의 튀김 - ‘아마쿠치 히메’ 명의
  - 制服のバンビ→교복의 밤비
- メロンジュース→멜론 주스
  - そこで何を考えるか?→거기서 무엇을 생각할까?
  - 希望の海流→희망의 해류 - ‘아마쿠치 히메’ 명의
  - 波音のオルゴール→파도소리 오르골
- 桜、みんなで食べた→벚꽃, 다 같이 먹었어
  - 君はどうして?→넌 어째서?
  - 昔の彼氏のお兄ちゃんとつき合うということ→예전 남자친구의 형과 사귄다는 것 - ‘팀KIV ’ 명의
- 控えめI love you !→소극적인 I love you !
  - 今 君を想う→지금 너를 그리워한다
  - 夏の前→여름의 전 - ‘팀KIV ’ 명의
- 12秒→12초
  - ロックだよ、人生は…→록이야, 인생은…
  - ハワイヘ行こう→하와이에 가자 - ‘팀KIV ’ 명의
- しぇからしか!→시끄러워! - ‘HKT48 feat.기시단’ 명의
  - 黄昏のタンデム→황혼의 탠덤
  - 夢見るチームKIV→꿈꾸는 팀KIV- ‘팀KIV ’ 명의
- 74億分の1の君へ→74억분의 1의 너에게
  - Chain of love
  - タブーの色→더블의 색 - ‘사쿠라하루카’ 명의
- 最高かよ→최고야
  - 夢ひとつ{{해석|꿈 하나 - ‘아나이 치히로와 동료들’ 명의
  - Go Bananas! - ‘HKT48 팀KIV’ 명의
- バグっていいじゃん→버그라니 좋잖아
  - 必然的恋人→필연적 연인
  - HKT48ファミリー→HKT48 패밀리
- キスは待つしかないのでしょうか?→키스는 기다리는 수밖에 없는건가요?
  - 恋するRibbon!→사랑하는 Ribbon! - ‘무라시게 선발’ 명의
- 早送りカレンダー→빨리 감기 캘린더
  - 季節のせいにしたくはない→계절 탓으로 하기는 싫어
  - 僕の想いがいつか虹になるまで→내 생각이 언젠가 무지개가 되기까지 - ‘사쿠라하나미쿠’ 명의

AKB48 명의
- 〈ギンガムチェック→깅엄체크〉에 수록
  - ドレミファ音痴→도레미파 온치 - ‘넥스트 걸즈’ 명의
- UZA
- 〈永遠プレッシャー→영원 프레셔〉에 수록
  - 初恋バタフライ→첫사랑 버터플라이 - ‘HKT48’ 명의
- 〈So long !〉에 수록
  - Waiting room - ‘언더 걸즈’ 명의
- さよならクロール→안녕 크롤
- 〈恋するフォーチュンクッキー→사랑하는 포춘 쿠키〉에 수록
  - 愛の意味を考えてみた→사랑의 의미를 생각해 보았다 - ‘언더 걸즈’ 명의
- 〈ハート・エレキ→하트 에레키〉에 수록
  - 快速と動体視力→쾌속과 동체 시력 - ‘언더 걸즈’ 명의
- 〈鈴懸の木の道で「君の微笑みを夢に見る」と言ってしまったら僕たちの関係はどう変わってしまうのか、僕なりに何日か考えた上でのやや気恥ずかしい結論のようなもの→플라타너스 나무가 서 있는 길에서 「네 미소가 꿈에 나왔어」라고 말해버린다면 우리들의 관계는 어떻게 변하는 걸까, 나 나름대로 며칠이고 생각해본 후의 조금 부끄러운 결론처럼〉에 수록
  - ウインクは3回→윙크는 3회 - ‘HKT48’ 명의
- 〈前しか向かねえ→앞밖에 보지 않아〉에 수록
  - 昨日よりもっと好き→어제보다 더 좋아해 - ‘Smiling Lions’ 명의
- ラブラドール・レトリバー→래브라도 리트리버
  - 君は気まぐれ→너 변덕쟁이 - ‘팀A’ 명의
- 心のプラカード→마음의 플래카드
- 希望的リフレイン→희망적 리프레인
  - 従順なSlave→고분고분한 Slave - ‘팀A’ 명의
- Green Flash
  - マジすかFight→마지스카 Fight
  - 大人列車→어른 열차  - ‘HKT48’ 명의
- 僕たちは戦わない→우리는 싸우지 않아
- ハロウィン・ナイト→할로윈 나이트
  - 一歩目音頭→첫발째 음두
  - ヤンキーマシンガン→양키 머신건
  - 群像→군상
- 唇にBe My Baby→입술에 Be My Baby
  - 365日の紙飛行機→365일의 종이비행기
  - やさしい place→상냥한 place - ‘팀A’ 명의
- 君はメロディー→너는 멜로디
  - Make noise - ‘HKT48’ 명의
  - 混ざり合うもの→서로 섞이는 것 - ‘노기자카 AKB48’ 명의
  - M.T.に捧ぐ→M.T.에게 바친다 - ‘요코야마 팀A’ 명의
- 翼はいらない→날개는 필요 없어
  - Set me free - ‘팀A’ 명의
- LOVE TRIP/しあわせを分けなさい→LOVE TRIP/행복을 나눠라
  - 光と影の日々→빛과 그림자의 나날
  - BLACK FLOWER
- ハイテンション→하이텐션
- シュートサイン→슛 사인
  - 止まらない観覧車→멈추지 않는 관람차 - ‘HKT48’ 명의
  - 誰のことを一番 愛してる?→누구를 가장 사랑하는가? - ‘사카미치 AKB’ 명의
- 願いごとの持ち腐れ→소원을 간직할 뿐
  - 前触れ→전조
- #好きなんだ→#좋아해
  - ギブアップはしない→포기는 하지 않아 -  두부 프로레슬링의 등장 인물인 ‘체리 미야와키’로 참가
- 11月のアンクレット→11월의 앵클릿
- ジャーバージャ→자바자
  - ぶっ倒れるまで→갑자기 쓰러질 때까지 - ‘HKT48’ 명의
  - 国境のない時代→국경이 없는 시대 - ‘사카미치 AKB’ 명의
- Teacher Teacher
- センチメンタルトレイン→센티멘탈 트레인
- NO WAY MAN

### 음반
HKT48 명의
- 《092》에 수록
  - 人差し指の銃弾→검지의 총탄
  - 2018年の橋→2018년의 다리

AKB48 명의
- 《1830m》에 수록
  - いつか見た海の底→언젠가 봤던 바다 아개 - ‘Up-and-coming girls’ 명의
  - 青空よ 寂しくないか?→푸른 하늘이여 외롭지 않은가?
- 《次の足跡→다음 발자국》에 수록
  - Stoicな美学→Stoic한 미학
- 《ここがロドスだ、ここで跳べ!→여기가 로도스다, 여기서 뛰어라!》에 수록
  - 彼女→그녀 - 솔로곡
  - Oh! Baby! - ‘타카하시 팀A’ 명의
- 《0と1の間→0과 1 사이》에 수록
  - Clap - ‘팀A’ 명의
  - クリスマスイブに泣かないように→크리스마스 이브에 울지 않도록
- 《サムネイル→》에 수록
  - バケット→버킷
- 《僕たちは、あの日の夜明けを知っている→우리들은, 그날의 새벽을 알고 있다》에 수록
  - 靴紐の結び方→신발 끈 묶는 법
  - キスキャンペーン→키스 캠페인

### 디지털 음원
HKT48 명의
- タンスのゲン→댄스는 겐

PRODUCE 48 명의
- 내꺼야 (PICK ME)
- 《PRODUCE 48 - 30 Girls 6 Concepts》에 수록
  - 다시 만나 (See You Again) - ‘약속’ 명의
- 《PRODUCE 48 - FINAL》에 수록
  - 반해버리잖아? (好きになっちゃうだろう?)
  - 꿈을 꾸는 동안 (夢を見ている間)

### 그 외의 참가곡
- アイドルはウーニャニャの件→아이돌은 우냐냐하는 건 - ‘냐KB with 츠치코노판다’ 명의
  - 不幸中の幸い少女→불행중 다행인 소녀

### 미음원화 곡
AKB48 명의
- 恋のバイトル→사랑의 바이토루(딥 “바이토루” CM송)[1]

파치슬로 AKB48 승리의 여신
- あなたの代わりはいない→당신을 대체할 사람은 없어
- 君のニュース→너의 뉴스
- ヘビーローテーション→헤비로테이션
- AKBフェスティバル→AKB 페스티벌

## 출연

### 예능
- 2012년 1월 29일 ~ 비정기출연 (RKB마이니치방송) - 오늘 감 TV 일요일 판(今日感テレビ日曜版)
- 2012년 4월 28일 ~ 비정기출연 (테레비 서일본) - 토요일 NEWS파일 CUBE
- 2012년 5월 28일 ~ 비정기출연 (테레비 서일본) - 지금부터
- 2012년 5월 28일 (후쿠오카 방송) - 이 부분!!여행자
- 2012년 6월 14일(AKB48 제 4회 총선거 특집) (MBC 남일본방송) - TEGE2
- 2012년 9월 14일 ~ 비정기출연 (NHK 후쿠오카 방송국) - 킨☆스타
- 2013년 3월 24일 (니혼 테레비) - SKE48의 매지컬 라디오3
- 2015년 9월 3일 ~ 9월 17일 (후지 TV) - 우리들이 생각하는 밤
- 2018년 PRODUCE 48 (2018년 6월 15일 ~ 2018년 8월 31일, Mnet)
- 2019년 모두의 주방
- 2019년 5월 4일 JTBC 아는형님
- 2020년 미스터리 음악쇼 복면가왕 (연예인 판정단)
- 2022년 5월 14일 JTBC 아는형님
- 2022년 10월 19일 네이버나우 걍나와게스트
- 2023년 4월 28일 KBS2 신상출시 편스토랑 스페셜 MC
- 2024년 2월 25일 SBS 런닝맨
- 2024년 4월 6일 tvN 놀라운토요일 게스트

### 라디오
- 今夜、咲良の木の下で (17.04.06~21.09.)

### 무대
- 2008년 9월 21일 ~ 2009년 8월 26일 (후쿠오카 시티 극장) - 라이온 킹 얀구나라 역[2]

### 드라마
- 2015년 1월 19일~3월 30일 마지스카 학원4 (닛폰 TV) - 사쿠라(본인) 역
- 2015년 8월 24일 마지스카 학원5 (닛폰 TV) - 사쿠라(본인) 역
- 2016년 10월 30일~ (NTV) - 카바스카 학원 - 사메 역
- 2017년 1월 22일~7월 22일 (아사히 TV) - 두부 프로레슬링 - 체리 미야와키 역

## 도서

### 사진집
- 사진집 '사쿠라' (2015.07.08)